# Giacomo Morandi
Giacomo Morandi (* 24. srpna 1965, Modena) je italský římskokatolický kněz a rcibiskup-biskup Reggio Emilia–Guastalla

## Život
Narodil se 24. srpna 1965 v Modeně. Na kněze byl vysvěcen 11. dubna 1990 arcibiskupem Bartolomeem Santem Quadrim. Roku 1992 dokončil studium na Papežském biblickém institutu, kde získal licenciát z biblistiky a roku 2008 získal na Papežské univerzitě Gregoriana licenciát a doktorát z misiologie.
Po vysvěcení působil jako biskupský vikář pro katechismus, evangelizaci a kulturu. Dále jako arcikněz katedrální kapituly a generální vikář arcidiecéze Modena-Nonantola. Byl profesorem biblistiky na Ústavu náboženských věd v Modeně a patristické exegeze na Atelier di Teologia kardinála Tomáše Špidlíka.
Dne 27. října 2015 jej papež František jmenoval podsekretářem Kongregace pro nauku víry. Dne 18. července 2017 jej stejný papež jmenoval sekretářem Kongregace pro nauku víry a titulárním arcibiskupem z Cerveteri.
Dne 10. ledna 2022 jej papež František ustanovil arcibiskupem-biskupem diecéze Reggio Emilia-Guastalla.